# U 185
U 185 war ein deutsches U-Boot vom Typ IX C/40, das durch die Kriegsmarine während des U-Boot-Krieges im Zweiten Weltkrieg im Süd-, West- und Nordatlantik, sowie in der Karibik und vor der Küste von Brasilien eingesetzt wurde und bei seinen 3 Feindfahrten insgesamt 9 Schiffe mit 62.728 BRT versenkte. Als es 23 Mann der Besatzung vom versenkten U 604 an Bord hatte, wurde es am 24. August 1943 vor Brasilien versenkt, wobei 43 U-Boot-Fahrer umkamen und 32 in US-amerikanische Kriegsgefangenschaft gerieten.

## Bau und Technische Daten
Die Bremer Werft der Deschimag AG Weser baute seit 1934 im Auftrag der Reichsmarine zum Teil unter Umgehung der Bestimmungen des Versailler Vertrags U-Boote. Nach Kriegsbeginn wurde die Werft in das U-Boot-Bauprogramm der Kriegsmarine miteinbezogen und stellte die Produktion im Wesentlichen auf den Bau von U-Booten der U-Boot-Klasse IX C um. U 185 war Bestandteil des fünfzehnten Bauauftrags, der an diese Werft erging und die Boote U 181 bis U 188 beinhaltete. Ein IX C/40-Boot war 76,76 m lang, 6,86 m breit und hatte einen Tiefgang von 4,67 m. Es verdrängte über Wasser 1.144 t und getaucht 1.257 t. Zwei 2.200-PS-starke Dieselmotoren ermöglichten bei Überwasserfahrt eine Höchstgeschwindigkeit von 18,3 kn, das sind 33,9 km/h. Bei Tauchfahrt wurde ein IX C/40-Boot von zwei Elektromotoren angetrieben, die mit insgesamt 1.000 PS eine Höchstgeschwindigkeit von 7,3 kn gewährleisteten, was 13,5 km/h entspricht. Unter Wasser hatte ein solches U-Boot bei einer durchschnittlichen Geschwindigkeit von 4 kn eine Reichweite von 63 sm. Bei einer durchschnittlichen Geschwindigkeit von 10 kn hatte ein Typ IX C/40 eine Reichweite von 13.850 sm. Diese U-Boote waren mit 22 Torpedos bewaffnet, die aus vier Bug- und zwei Hecktorpedorohren ausgestoßen werden konnten. Zusätzlich verfügten sie über Artilleriebewaffnung. Wie die meisten deutschen U-Boote seiner Zeit hatte auch U 185 ein bootsspezifisches Zeichen: den grünen Bug eines Drachenbootes der Wikinger vor rotem Himmel auf blauer Gischt.

## Einsatz und Geschichte
Vom 13. Juni 1942 bis zum 31. Oktober 1942 gehörte U 185 zur 4. U-Flottille, einer in Stettin stationierten Ausbildungsflottille. Kommandant Maus unternahm in dieser Zeit Ausbildungsfahrten in der Ostsee zum Einfahren des Bootes und zum Training der Besatzung. Am 1. November 1942 wurde das Boot der 10. U-Flottille zugeteilt, einer im westfranzösischen Lorient stationierten Frontflottille, zu der ausschließlich Boote des Typs IX C, sowie die Milchkühe genannten Versorgungsboote der U-Boot-Klasse XIV gehörten.

### Vor Gibraltar
Am 27. Oktober 1942 lief Kapitänleutnant August Maus mit U 185 zu seiner ersten Unternehmung mit diesem Boot von Kiel aus. Das vorgesehene Operationsgebiet war der Nordatlantik. Am 24. November wurde U 185 durch einen Flugzeugangriff schwer beschädigt. Kommandant Maus entschied sich daher die Patrouille im vorgesehenen Operationsgebiet abzubrechen und sich mit U 118 im Seegebiet westlich von Gibraltar zu treffen. Dieses Boot diente als Tank-U-Boot für die vor Gibraltar und Marokko operierenden U-Boote der Gruppe Westwall, die nach Maßgaben der von Karl Dönitz entwickelten Rudeltaktik das Gefecht mit alliierten Geleitzügen suchen sollten, und hatte Ersatzteile an Bord. Im Anschluss an die erfolgreiche Reparatur setzte Kommandant Maus die Unternehmung in diesem Seegebiet fort und versenkte einige Tage später einen britischen Frachter, der zur Versorgung der alliierten Korps eingesetzt wurde, die einen Monat zuvor im Rahmen der Operation Torch in Nordafrika gelandet waren.
- 7. Dezember 1942 britischer Frachter Peter Maersk (5476) mit Torpedo versenkt

Am 1. Januar traf U 185 in seinem neuen Stützpunkt Lorient ein.

### In der Karibik

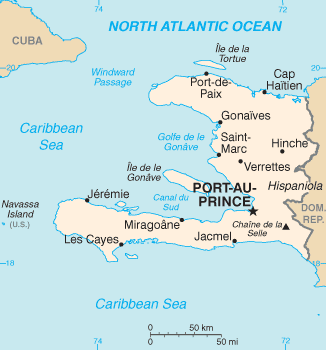
Die Windward-Passage zwischen Kuba und Haiti

Von Lorient aus lief Kommandant Maus am 8. Februar zu seiner zweiten Unternehmung mit U 185 aus. Das Boot befand sich auf der Anfahrt in das vorgesehene Operationsgebiet an der amerikanischen Westküste, als die U-Boot-Führung Kommandant Maus befahl, die Position von U 569 anzulaufen, das seit kurzem unter dem Befehl von Hans Johannsen stand, der am 11. Februar einen Geleitzug gemeldet hatte. Kommandant Maus sichtete den gemeldeten Konvoi am 13. Februar und entschloss sich, entgegen den Vorgaben der Rudeltaktik, zu einem Unterwasserangriff am Tage. Aufgrund eines mechanischen Defekts oder in Folge eines Fehlers des Ersten Offiziers von U 185, der für das Abfeuern der Torpedos zuständig war, verließ keiner der eingesetzten Torpedos die Rohre. Auch keinem der später eingetroffenen U-Boote der Gruppe Delphin gelang ein erfolgreicher Angriff. Einen Tag später brach die U-Boot-Führung den Angriff auf diesen Geleitzug ab. U 185 wandte sich wieder nach Westen und traf Anfang März im Golf von Mexiko ein. Hier war eine kleine Flotte von vier IX C-Booten zusammengezogen worden, die das Gefecht mit Einzelfahrern suchen sollten. Es handelte sich – neben U 185 – um U 68, U 155 und U 183, das zuerst eingetroffen war. Wenige Tage später versenkte Kommandant Maus einen Tanker und einen Liberty-Frachter in der Windward-Passage.
- 10. März 1943 US-amerikanischer Tanker Virginia Sinclair (6.151 BRT) mit Torpedo versenkt
- 10. März 1943 US-amerikanischer Frachter James Sprunt (7.177 BRT) mit Torpedo versenkt

Da die Luftsicherung in diesem Seegebiet – neben Flugzeugen wurden auch Blimps eingesetzt – den Einsatz der U-Boote stark erschwerte, blieben die vier Boote weit hinter den in sie gesetzten Erwartungen zurück. Kommandant Maus gelang nur ein weiterer Angriff auf dieser Unternehmung.
- 6. April 1943 US-amerikanischer Dampfer John Sevier (7.143 BRT) mit Torpedo versenkt

Anschließend kehrte das Boot nach Frankreich zurück und lief am 3. Mai 1943 in Bordeaux ein.

### Vor Brasilien

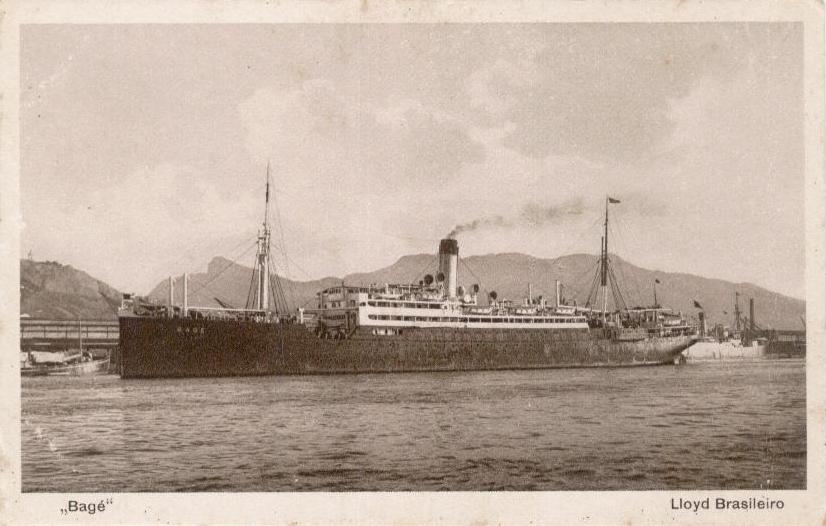
Der brasilianische Frachter Bagé

Am 9. Juni verließ Kommandant Maus mit U 185 Bordeaux zu seiner dritten Unternehmung mit diesem Boot. Als U 564 am 13. Juni bei dem Versuch, die Straße von Gibraltar zu passieren, während eines Luftangriffes durch Wasserbombentreffer schwer beschädigt wurde, erhielt Kommandant Maus den Befehl, mit U 185 den Geleitschutz für U 564 zu übernehmen und das U-Boot zur nordspanischen Küste zu geleiten. Auf dieser Fahrt wurden beide Boote durch einen britischen Whitley-Bomber angegriffen, woraufhin U 564 sank. Der britische Bomber gehörte zu den Operational Training Units (OTU) des Coastal Command und war mit einer australischen Besatzung bemannt, die sich in der Ausbildung befand. Es gelang der Besatzung von U 185 das Flugzeug abzuschießen, anschließend ließ Kommandant Maus die Überlebenden von U 564 an Bord nehmen. Nachdem er die Besatzungsmitglieder von U 564 an den deutschen Zerstörer Z 24 übergeben hatte, setzte Kommandant Maus die Anfahrt in das vorgesehene Operationsgebiet von U 185, die Westküste Amerikas, fort. Das Boot gehörte hier zu einer Gruppe von sieben U-Booten, die den Schiffsverkehr vor Brasilien angreifen sollten. Am 7. Juli entdeckte Kommandant Maus im Seegebiet zwischen Fortaleza und Natal einen Geleitzug, der sich auf dem Weg von Bahia nach Trinidad befand und versenkte drei Schiffe.
- 7. Juli 1943 US-amerikanischer Dampfer William Boyce Thompson (7.061 BRT) mit Torpedo versenkt
- 7. Juli 1943 US-amerikanischer Dampfer James Robertson (7.176 BRT) mit Torpedo versenkt
- 7. Juli 1943 US-amerikanischer Tanker Thomas Sinnickson (7.176 BRT) mit Torpedo versenkt

Kommandant Maus meldete zudem zwei weitere Schiffe beschädigt zu haben, konnte aber deren Sinken nicht beobachten, da er sich entschloss, U 185 angesichts Artilleriebeschusses tauchen zu lassen. Anfang August versenkte Kommandant Maus ein weiteres Schiff.
- 1. August 1943 brasilianischer Dampfer Bagé (8.235 BRT) mit Torpedo versenkt

Anfang August wurde U 604, das im Seegebiet vor Maceio patrouillierte, durch einen Luftangriff so nachhaltig beschädigt, dass das Boot aufgegeben werden musste. Zu diesem Zeitpunkt waren U 185 und U 172 die letzten verbliebenen deutschen U-Boote in brasilianischen Gewässern. Die U-Boot-Führung wies dementsprechend die beiden Kommandanten an, sich mit U 604 zu treffen, um die Besatzung aufzunehmen.

## Versenkung

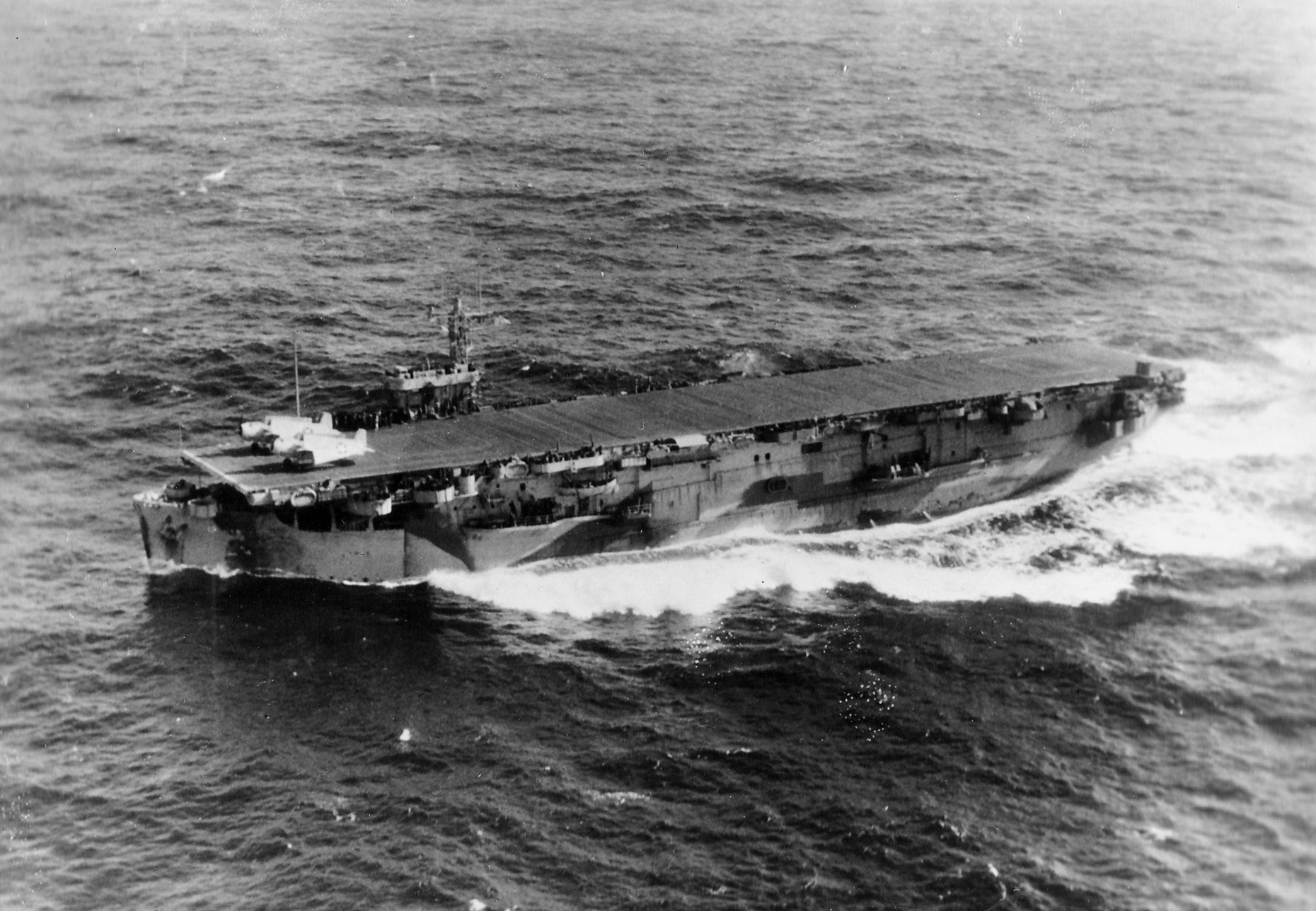
Flugzeuge der USS Core versenkten U 185

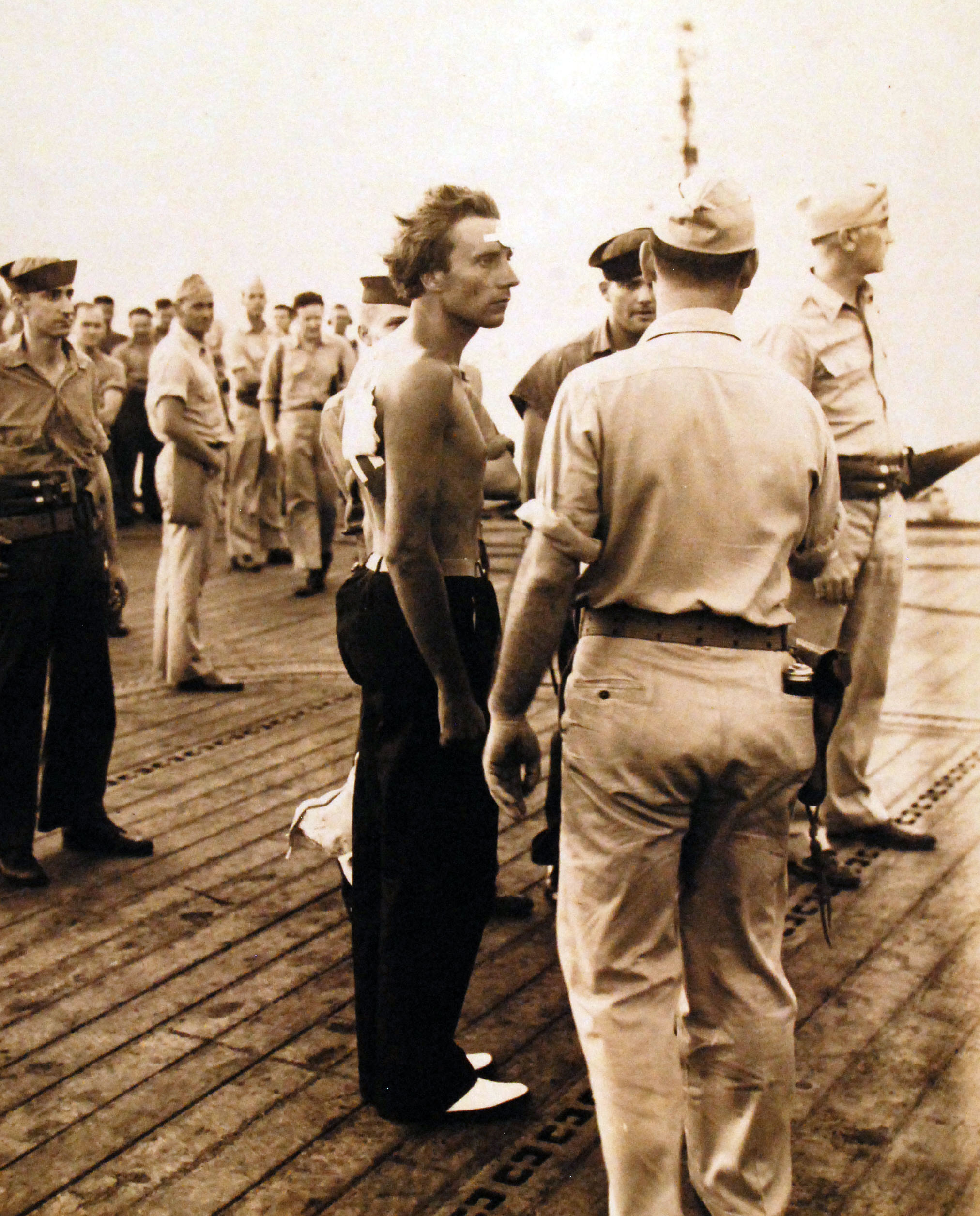
Kapitänleutnant August Maus als Gefangener der US Navy an Bord von USS Core

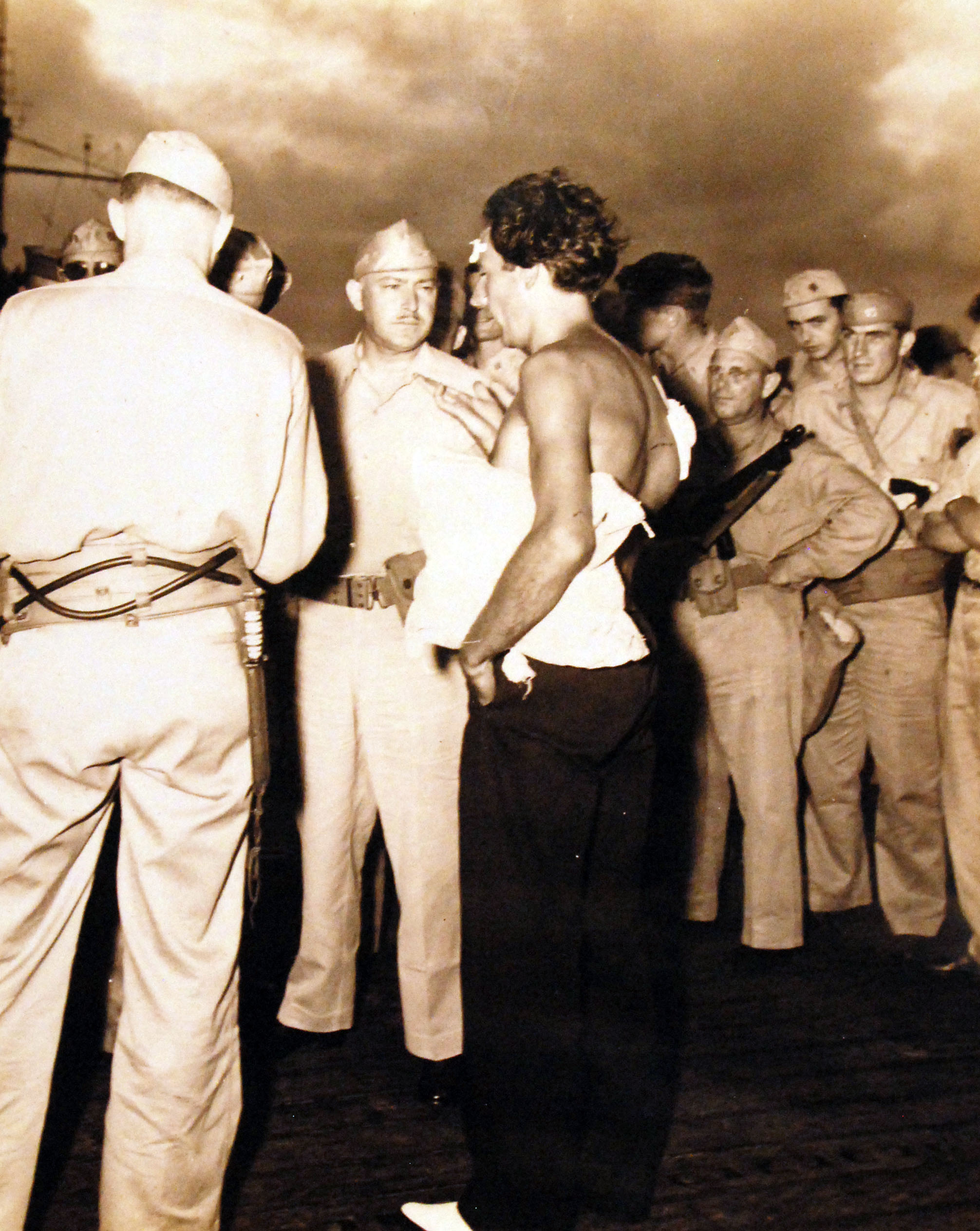
Captain M.R. Greer verhört August Maus an Bord von USS Core

Der Funkverkehr zwischen der U-Boot-Führung und den drei U-Booten konnte vom britischen Nachrichtendienst entziffert werden, so dass U 604 und das sich nähernde U 185 am vorgesehenen Treffpunkt aufgespürt wurden. Der Besatzung von U 185 gelang es, ein angreifendes Flugzeug mit Flak-Feuer abzuwehren. Anschließend konnte das Boot durch Tauchen entkommen. Auf der Anfahrt zum nächsten Treffen mit U 604 versenkte Kommandant Maus ein weiteres Schiff.
- 6. August 1943 britischer Dampfer Fort Halkett (7.133 BRT) mit Torpedo versenkt

Fünf Tage später trafen die drei Boote 2.000 km östlich von Natal zusammen. U 604 übergab Proviant und Treibstoff an U 185 und wurde gerade zum Versenken vorbereitet, als ein US-amerikanischer B 24-Bomber angriff. Es handelte sich um dieselbe Maschine, die U 604 bereits am 3. August schwer beschädigt hatte. Während Carl Emmermann, Kommandant von U 172, sich entschied, tauchen zu lassen, ließ Kommandant Maus die Artillerie von U 185 das Feuer auf den Bomber eröffnen, der kurze Zeit später ins Wasser stürzte, wobei alle 10 Besatzungsmitglieder ums Leben kamen. Einige Tage später traf U 185 wieder mit U 172 zusammen und übergab etwa die Hälfte der Besatzung von U 604, das inzwischen planmäßig selbstversenkt worden war. August Maus stellte Carl Emmermann wegen seiner Entscheidung, sein U-Boot beim Angriff der B 24 tauchen zu lassen, zur Rede. Emmermann begründete seine Handlungen damit, dass der Beschuss des Bombers eines seiner Besatzungsmitglieder getötet habe und außerdem seine Geschütze nicht einsatzbereit gewesen wären. Um die Rückreise nach Nordfrankreich zu ermöglichen, wurden die beiden Boote zu einem Treffen mit dem Versorgungsboot U 847 beordert, um Treibstoff nachzutanken. U 172 traf zuerst ein. Die Brückenwache des Versorgungsbootes und die Sicherungsmaßnahmen, die dessen Kommandant Herbert Kuppisch ergriffen hatte, machten auf Emmermann einen so schlechten Eindruck, dass er Kuppisch deswegen zur Rede stellte. Als U 185 am 24. August beim Treffpunkt eintraf, war U 172 bereits wieder verschwunden. Auf der Suche nach U 847 wurde U 185 von einem Wildcat-Jäger und einem Avenger-Torpedoflugzeug des Flugzeugträgers USS Core attackiert. Die Salve der Wildcat setzte die Brückenwache außer Gefecht und tötete den Zweiten Wachoffizier des Bootes. Die Wasserbomben der Avenger beschädigten den Rumpf und bewirkten das Austreten von Chlorgas, wodurch mehrere U-Boot-Fahrer innerhalb kürzester Zeit starben. Als sich das Chlor ausbreitete, erschoss der ehemalige Kommandant von U 604, Horst Höltring, auf deren Bitten hin zwei schwer verwundete Seeleute – darunter einen nicht mehr gehfähigen Mann von U 185 mit einer schlimmen Schusswunde am Bein – im Bugtorpedoraum von U 185 und anschließend sich selbst. Angesichts der Schäden befahl Kommandant Maus, die Tauchretter anzulegen, das Boot zu verlassen und selbstzuversenken. Als ein großer Teil der Besatzung an Deck stand, griff das Avenger-Flugzeug erneut an und richtete so nach Worten von Maus „ein Blutbad“ an. Nach dem US-amerikanischen Bericht feuerte das Flugzeug dagegen nicht (mehr) auf die Männer an Deck, da sie das sinkende Boot verließen. Der Zerstörer Barker, der zur Sicherung der Core gehörte, rettete wenig später 36 U-Boot-Fahrer aus dem Wasser, darunter neun Besatzungsmitglieder von U 604, und überstellte sie dann auf die Core. Der Leitende Ingenieur Oberleutnant (Ing.) Herbert Ackermann und der Schiffsarzt Oberassistenzarzt George Bamler von U 185 starben kurze Zeit später an Bord der Barker an den Folgen einer Chlorgasvergiftung. Zwei weitere U-Boot-Fahrer starben kurz darauf an Bord der Core, womit nur noch 32 Gefangene verblieben. Von den Offizieren von U 185 hatte letztendlich neben dem Kommandanten Maus nur der Erste Wachoffizier, Leutnant zur See Hans-Otto Rieve, überlebt. Infolge der Versenkung starben insgesamt 29 Besatzungsmitglieder von U 185 – einschließlich der an Bord der Barker und Core Gestorbenen – und 14 von U 604. 23 Besatzungsmitglieder von U 185 (ohne die an Bord der Barker und Core Gestorbenen) und 9 von U 604 gerieten in US-amerikanische Kriegsgefangenschaft.